# Il sommelier
Il sommelier (Uncorked) è un film del 2020 diretto da Prentice Penny.

## Trama
Elijah appartiene a una famiglia di Memphis la cui attività nella ristorazione è incentrata sui barbecue. Egli ha, però, un’aspirazione diversa per la sua carriera: quella di diventare un sommelier. I desideri contrastanti con quelli del padre creeranno un conflitto con il figlio. La vita di Elijah, a Parigi nel bel mezzo degli studi, viene stravolta quando scopre della perdita della madre che, al contrario del padre, era molto determinata a contribuire nella realizzazione dei sogni del figlio.

## Produzione
Le riprese del film sono cominciate il 10 novembre 2018 a Memphis, nel Tennessee, e sono terminate l’11 dicembre seguente. La pellicola è stata prodotta da Patrick Raymond, Veronica Nickel, Drew Brees e Tony Parker tramite Forge Media, Mandalay Pictures ed Argent Pictures.

## Distribuzione
Il film è stato distribuito il 27 marzo 2020 sulla piattaforma streaming Netflix.

## Accoglienza

### Critica
L'aggregatore di recensioni online Rotten Tomatoes ha attribuito al film una percentuale di gradimento pari al 90%, sulla base di 31 critiche, con un voto medio del 6,15 su 10. Su Metacritic, invece, la pellicola ha ottenuto un punteggio di 63/100 sulla base di 11 recensioni professionali.